# 4th Maine Volunteer Infantry Regiment
Das 4th Maine Volunteer Infantry Regiment war ein Infanterie-Regiment der United States Army während des Amerikanischen Bürgerkrieges.

## Dienstzeit
Das 4th Maine Volunteer Infantry Regiment wurde am 20. Mai 1861 unter dem Kommando von Colonel Hiram G. Berry in Rockland, Maine zusammen gezogen. Vier weitere Kompanien wurden dem Regiment aus  Knox County zugeführt. Als das 4th Maine am 15. Juni in Dienst gestellt wurde, verfügte es über 1085 Mann.
Bereits am 17. Juni verlegte die Einheit nach Washington, wo es den gesamten Juni im Camp auf dem Meridian Hill zur Verteidigung der Hauptstadt untergebracht war. Vom 16. – 21. Juli rückte das Regiment in Richtung Manassas vor, wo es an der ersten Schlacht am Bull Run teilnahm. Im Laufe des Gefechtes wurden 23 Mann getötet, 27 weitere wurden verletzt und 41 galten als vermisst.
Im Anschluss an das Gefecht wurde das Regiment erneut zur Verteidigung der Hauptstadt Washington D.C. eingesetzt.
Als im September die ersten Soldaten ihre Dienstzeit von 30 Tagen abgeleistet hatten, sollten diese gezwungen werden, insgesamt 3 Jahre in der Armee zu dienen. Aufgrund der anschließenden Meuterei wurde die Kompanie H bis zum November aufgelöst und 100 Mann versetzt.
Im März wurde das Regiment der zweiten Brigade, der dritten Division, des dritten Corps der Potomac Armee unterstellt und rückte am 17. März nach Peninsula vor. Dort wurde es im Halbinsel-Feldzug eingesetzt und kämpfte insgesamt in sieben Gefechten, ehe es direkt im Anschluss vom 27. August bis 2. September am Nord-Virginia-Feldzug teilnahm.
Dort verlor es am 30. August bei der zweiten Schlacht am Bull Run insgesamt 114 Mann. 14 starben im Gefecht, 85 wurden verletzt und 15 vermisst.
Bereits einen Tag später fielen bei den Kampfhandlungen um Chantilly 10 Soldaten, 2 Offiziere und 34 Mann wurden verwundet und 8 weitere wurden vermisst.
Bei der Schlacht von Gettysburg konnte das Regiment lediglich auf 332 Soldaten zurückgreifen.
Für das 4th Maine wurde in Gettysburg ein Denkmal errichtet.

## Gefechtsteilnahmen während des Amerikanischen Bürgerkrieges
- Erste Schlacht am Bull Run, Virginia 21. Juli 1861
- Yorktown, Virginia 5. April – 4. Mai 1862 (Halbinsel-Feldzug)
- Williamsburg, Virginia 4. Mai 1862 (Halbinsel-Feldzug)
- Seven Pines, Virginia 31. Mai 1862 (Halbinsel-Feldzug)
- Gaines Mill, Virginia 27. – 29. Juni 1862 (Halbinsel-Feldzug)
- White Oak Swamp, Virginia 30. Juni 1862 (Halbinsel-Feldzug)
- Malvern Hill, Virginia 1. Juli 1862 (Halbinsel-Feldzug)
- Zweite Schlacht am Bull Run, Virginia 29. – 30. August 1862
- Chantilly, Virginia 1. September 1862 (Nord-Virginia-Feldzug)
- Fredericksburg, Virginia 13. Dezember 1862
- Chancellorsville, Virginia 1. – 4. Mai 1863
- Gettysburg, Pennsylvania 1. – 3. Juli 1863
- Wapping Heights, Virginia 21. – 23. Juli 1863 (Bristoe-Feldzug)
- Kelly’s Ford, Virginia 7. November 1863 (Bristoe-Feldzug)
- Mine Run, Virginia 26. November – 1. Dezember 1863
- Wilderness, Virginia 5. – 7. Mai 1864
- Spottsylvania, Virginia 7. – 20. Mai 1864
- Po River, Virginia 11. Mai 1864
- North Anna, Virginia 23. – 27. Mai 1864
- Totopotomy, Virginia 26. – 30. Mai 1864
- Cold Harbor, Virginia 31. Mai – 12. Juni 1864

## Verluste
Von den insgesamt 1.440 Soldaten, welche im 4th Maine gedient hatten, starben 170 (davon 14 Offiziere)auf dem Schlachtfeld oder erlagen ihren Verletzungen. Weitere 137 (davon 2 Offiziere) starben infolge von Krankheiten. 443 Mann wurden bei den Kampfhandlungen im Bürgerkrieg verwundet und 40 gerieten in Gefangenschaft.

## Weiterführende Informationen
- http://www.usgwarchives.net/me/civilwar/civilwar.html – Aufzählung der einzelnen Soldaten der jeweiligen Kompanien
- http://www.civilwarintheeast.com/USA/ME/4ME.php – Zeitleiste des Regiments